# Лапшин, Владимир Борисович
Владимир Борисович Лапшин (род. 13 ноября 1947 года, Кострома) — российский ученый в области физики атмосферы и гидросферы, геофизики и климатологии, доктор физико-математических наук, профессор, директор Института прикладной геофизики имени академика Е.К.Федорова, директор Российского фонда фундаментальных исследований.

## Биография
Родился 13 ноября 1947 года в Костроме. В 1973 году закончил факультет аэрофизики и космических исследований Московского физико-технического института по специальности «Аэродинамика и Термодинамика». С 1973 по 1980 гг. работал в Институте земного магнетизма, ионосферы и распространения радиоволн в должности стажера-исследователя и младшего научного сотрудника, одновременно обучаясь в аспирантуре ИЗМИРАН. В  1978 году защитил кандидатскую диссертацию на соискание ученой степени кандидата физико-математических наук по специальности «Геофизика». С 1980 по 1984 гг. работал в должности старшего научного сотрудника Государственного научного производственного центра «Природа» ГУ ГК при СМ СССР. 
В 1999 году защитил докторскую диссертацию, по теме «Поверхностный слой океана (физические свойства и процессы)» на соискание ученой степени доктора физико-математических наук по специальности «Физика атмосферы и гидросферы». В 2002 году получил звание профессора по специальности «Физика атмосферы и гидросферы».
С 1984 по 2003 работал в Государственном океанографическом институте Росгидромета, начиная со старшего научного сотрудника и до директора института.
С 1993г. по 1999 гг. научный руководитель контракта с корпорацией Ishikawajima-Harima Heavy Industries Co., (Япония). В этой работе были разработаны теоретические основы физических воздействий на атмосферные воздушно-капельные дисперсии, что позволило создать новую технологию активных воздействий на метеорологические условия и техногенные выбросы в атмосферу. 
С 2003 по 2009 — начальник отдела, начальник управления, заместитель директора, директор Российского фонда фундаментальных исследований. 
С 2010 г. по 2017г. — директор Института прикладной геофизики имени академика Е.К.Федорова.

## Научная деятельность
Входит в совет РАН по космосу, совет РАН по теории климата Земли, совет РАН по исследованиям в области обороны, экспертную группу РАН по космическим угрозам, бюро национального геофизического комитета РАН, бюро научного совета РАН по распространению радиоволн.

## Преподавательская и просветительская деятельность
Профессор кафедры физики атмосферы Физического факультета МГУ им. М.В. Ломоносова (с 2002 г).
Заведующий кафедрой Физики Земли физического факультета МГУ им. М.В. Ломоносова (2015-2020)
Председатель Государственной аттестационной комиссии МГУ им. М.В. Ломоносова (2009-2015)
Профессор кафедры термогидромеханики Московского физико-технического института (МФТИ) с 2001г.
С 2012 года главный редактор журнала «Гелиогеофизические исследования»
Автор более 220 научных статей, 6 книг, 107 патентов. 

## Награды и звания
- Памятная медаль «В память 850-летия Москвы» (1997).
- Медалью Министерства обороны РФ «За пользу и верность» (2003)
- «Заслуженный метеоролог РФ» указом Президента (2014)

## Книги и монографии
Лапшин В.Б., Калинин Ю.К., Алпатов В.В., Репин А.Ю., Щелкалин А.В. Вопросы статистики в прикладной геофизике. — М.: ВНИИГМИ-МЦД, 2016. — 159 с. — ISBN 978-5-901579-70-1.
В. Б. Лапшин, А. А. Постнов, Е. В. Борисов, Н. В. Жохова. Климатическая изменчивость углекислого газа и кислорода в водах Северной и Центральной Атлантики. — Обнинск: Артифекс, 2016. — 254 с. — ISBN 978-5-9903653-0-8.
Lapshin V., Gvishiani A., Frolov A., Soloviev A., Khokhlov A. The atlas of the earth's magnetic field. — Moscow: Publishing group of GC RAS, 2013.
А.В. Сыроешкин, Н.В. Плотникова, В.Б. Лапшин. Нейтронное поле у поверхности Земли и биосфера. — Москва, 2011. — ISBN 5-89481-564-9.
Zhmur, V. V. and Lapshin, V. B. The Oceanological Applications of Electromagnetic Fields Induced by Synoptic Currents. — Москва, 1980. — ISBN 5-89481-564-9.